# 尼古拉·克雷洛夫
尼古拉·伊萬諾維奇·克雷洛夫（俄语：Николай Иванович Крылов，1903年4月29日—1972年2月9日）是一名蘇聯將領，最高軍階為蘇聯元帥，曾兩度獲得「蘇聯英雄」稱號，並在1961年至1972年期間擔任蘇共中央委員。

## 晉升
- 少校：1935年
- 上校：1938年2月17日
- 少將：1941年12月27日
- 中將：1943年9月9日
- 上將：1944年7月15日
- 大將：1953年9月18日
- 蘇聯元帥：1962年4月29日[1]:9-13

## 資料來源
1. ↑  張宏坤. . 军事史林. 2007, (12). ISSN 1002-4190 （中文）.